# With Vilest of Worms to Dwell
With Vilest of Worms to Dwell drugi je studijski album austrijskog simfonijskog death metal-sastava Hollenthon. Album je 11. lipnja 2001. godine objavila diskografska kuća Napalm Records.

## O albumu
With Vilest of Worms to Dwell bio je sniman tijekom ožujka 2001. godine u studiju Vato Loco u Beču. Kao što je bio slučaj na prethodnom albumu Domus Mundi, pjevač sastava Martin Schirenc svirao je sve instrumente osim bubnjeva. 
Pjesma "Lords of Bedlam" uključuje elemente iz baleta Romeo i Julija ruskog skladatelja Sergeja Prokofjeva te pjesma "To Kingdom Come" uključuje dijelove kantate Carmina Burana njemačkog skladatelja Carla Orffa.

## Popis pjesama
Tekstovi: Elena Schirenc, glazba: Martin Schirenc.
| 1.    | »Y draig goch«              | 3:55 |
| 2.    | »Woe to the Defeated«       | 5:51 |
| 3.    | »Lords of Bedlam«           | 5:35 |
| 4.    | »To Kingdom Come«           | 5:33 |
| 5.    | »The Calm Before the Storm« | 5:03 |
| 6.    | »Fire upon the Blade«       | 5:18 |
| 7.    | »Conquest Demise«           | 6:32 |
| 8.    | »Conspirator«               | 7:23 |
| 45:10 |                             |      |

## Recenzije
Album je zadobio uglavnom pozitivne kritike. William York, glazbeni kritičar sa stranice AllMusic, dodijelio je albumu četiri i pol od pet zvjezdica te je komentirao: "Hollenthonov drugi album, ambiciozni With Vilest of Worms to Dwell, zvuči kao udruženi rad death metal sastava, čitavog simfonijskog orkestra i velikog zbora, [...] stoga je činjenica da je ovo zapravo rad uglavnom dvije osobe -- multi-instrumentalista i upravljača sastava Martina Shirenca te bubnjara Mikea Grögera -- u sebi vrlo impresivna. Ono što je još i više impresivno jest kako su uspjeli kombinirati tako široku i neobičnu lepezu stilova i instrumenata u svojim pjesmama i učiniti da to funkcionira. [...] Epski i zabavan (iako je za neke ljude to jednostavno previše), With Vilest of Worms to Dwell album je koji stvarno trebate čuti da biste vjerovali [u njegovo postojanje]".

## Zasluge
| Hollenthon - Martin Schirenc – vokali, gitara, bas-gitara, klavijature, produkcija, miksanje, raspored ilustracija - Elena Schirenc – vokali - Mike Gröger – bubnjevi, perkusija | Dodatni glazbenici - Rob Barrett – gitara Ostalo osoblje - Achim "Akeem" Köhler – mastering - Klaus Pichler – fotografija |